# Groupe Caisse d’Epargne
Groupe Caisse d’Epargne (deutsch Sparkassen-Gruppe) war ein französisches Unternehmen mit Firmensitz in Paris. Das Unternehmen war im Bankwesen tätig und verfügte in Frankreich über rund 4700 Bankfilialen. Gegründet wurde die Groupe Caisse d’Epargne 1818. Durch die Fusion mit der französischen Groupe Banque Populaire zur Groupe BPCE entstand am 31. Juli 2009 die zweitgrößte Bankengruppe Frankreichs.

## Struktur
Die bedeutendste Marke des Unternehmens waren Caisse d’Epargne. Des Weiteren gehörte die Hypothekenbank Crédit Foncier, die Privatbank Banque Palatine und die Privatbank Financière Océor zur Groupe Caisse d’Epargne, die sich auf Finanzdienstleistungen in den französischen Überseegebieten spezialisiert hatte.
Groupe Caisse d’Epargne hielt unter anderem die Aktienmehrheit an dem neukaledonischen Unternehmen Aircalin.

## Geschichte
2006 fusionierte das Tochterunternehmen IXIS Corporate and Investment Bank mit der französischen Investmentbank Natexis, woraus die Investmentbank Natixis entstand. An Natixis hielt die Groupe Caisse d’Epargne 34,5 Prozent der Aktienanteile und weitere 34,5 Prozent wurden von der französischen Bank Groupe Banque Populaire gehalten.
Am 31. Juli 2009 entstand durch den Zusammenschluss mit der Groupe Banque Populaire zur Groupe BPCE die zweitgrößte Bankengruppe in Frankreich. Das neu geschaffene Institut hatte am 31. Dezember 2009 rund 37 Millionen Kunden (davon 7 Millionen Mitglieder), verfügte über rund 8.200 Filialen und beschäftigte etwa 127.000 Mitarbeiter.